# 蘇迪爾基夫

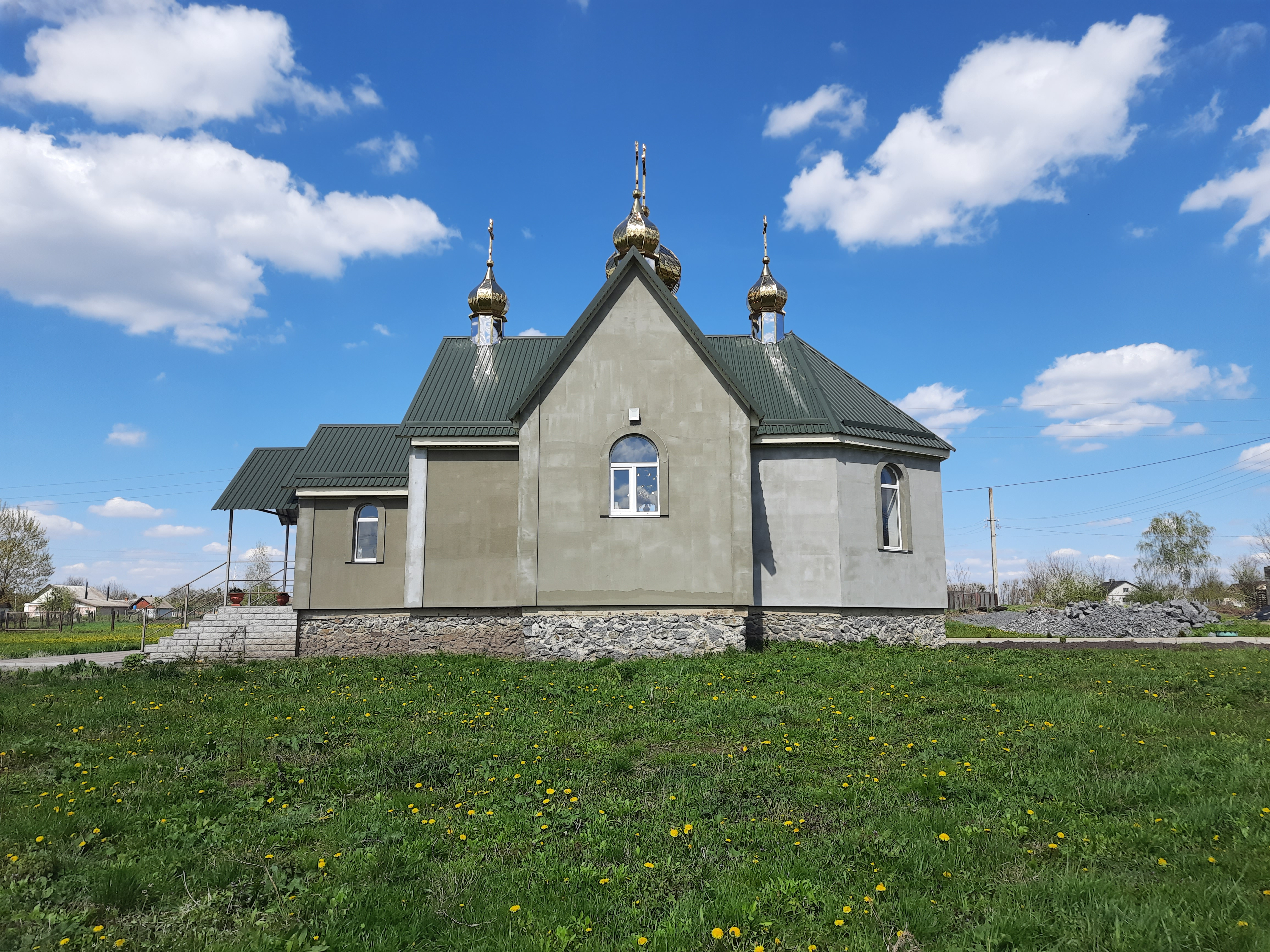
教堂

蘇迪爾基夫（羅馬化：Sudylkiv）是烏克蘭西部赫梅利尼茨基州舍佩蒂夫卡區苏迪尔基夫市镇内的村落及其行政中心。處於科塞茨卡河畔，始建於1534年，面積4.76平方公里，海拔高度247米，2007年人口5,277。
美国导演史蒂文·斯皮尔伯格的祖母生于此地。